# The Big Picture (Elton John)
The Big Picture è il trentanovesimo album (il ventiseiesimo in studio) dell'artista britannico Elton John, pubblicato il 22 settembre 1997.

## Il disco
È dedicato a Gianni Versace, grande amico di Elton assassinato proprio in quell'anno. Musicalmente parlando, il CD mette in evidenza brani lenti e recanti testi di notevole riflessività; tematiche intimiste, ad esempio, si trovano nel singolo Recover Your Soul e in Live like Horses (registrata durante le sessioni di registrazione di Made in England e poi reincisa). 
La presenza di codesti temi influenza le composizioni eltoniane, imponenti e orchestrali; ciò nonostante, secondo la critica, la produzione di Chris Thomas, ancora una volta fin troppo votata all'elettronica, appesantisce anche i brani più validi; per avere una decisiva rinascita artistica occorrerà attendere Songs from the West Coast (2001).
The Big Picture, a livello di vendite, non replicò lo stesso successo dell'album precedente, anche perché venne distribuito subito dopo la pubblicazione del famoso brano Candle in the Wind 1997, che, con grande delusione del pubblico, non era incluso nell'album (sebbene Something About the Way You Look Tonight facesse parte del singolo di beneficenza come ulteriore A-side). L'eccessiva esposizione mediatica di Candle in the Wind, alla lunga, danneggiò l'immagine della carriera artistica di Elton, poco aiutata da una stampa che preferiva il gossip alla sua musica. Comunque, The Big Picture riuscì a raggiungere una #9 USA e una #3 UK, e persino un'inaspettata prima posizione nella classifica italiana. Vennero estratti tre singoli: le già citate Something About the Way You Look Tonight e Recover Your Soul e If the River Can Bend (quest'ultimo è l'unico a non possedere un videoclip). Something About the Way uscì anche come singolo in Europa senza Candle in the Wind 1997 (ma non nel Regno Unito).
The Big Picture risulta l'album meno preferito di Bernie Taupin tra quelli composti dal duo, secondo quanto emerge da un'intervista di Elton del 2006.

## Tracce
Tutti i brani sono stati composti da Elton John e Bernie Taupin.
1. Long Way from Happiness – 4:47
2. Live like Horses – 5:02
3. The End Will Come – 4:53
4. If the River Can Bend – 5:23
5. Love’s Got a Lot to Answer For – 5:02
6. Something About the Way You Look Tonight – 5:09
7. The Big Picture – 3:45
8. Recover Your Soul – 5:18
9. January – 4:02
10. I Can’t Steer My Heart Clear of You – 4:10
11. Wicked Dreams – 4:39

## B-sides
| Brano                                                            | Formato                                                                  |
| ---------------------------------------------------------------- | ------------------------------------------------------------------------ |
| "Big Man in a Little Suit"                                       | Recover Your Soul CD (US/UK)                                             |
| "I Know Why I'm in Love"                                         | Recover Your Soul CD (US/UK)                                             |
| "No Valentines"                                                  | Recover Your Soul [Single edit] CD (UK)                                  |
| "You Can Make History (Young Again)"                             | Something About the Way You Look Tonight/Candle in the Wind 1997 CD (UK) |
| "Bennie and the Jets"                                            | If the River Can Bend CD (UK)                                            |
| "Saturday Night's Alright (For Fighting)"                        | If the River Can Bend CD (UK)                                            |
| "Don't Let the Sun Go Down on Me (live in Paris 1998)"           | If the River Can Bend CD (UK)                                            |
| "I Guess That's Why They Call It the Blues (live in Paris 1998)" | If the River Can Bend CD (UK)                                            |
| "Sorry Seems to Be the Hardest Word (live in Paris 1998)"        | If the River Can Bend CD (UK)                                            |

## Outtakes
Durante le sessioni di registrazione di The Big Picture furono registrate Past Imperfect e una versione alternativa di Recover Your Soul: nessuna delle due è stata ancora pubblicata ufficialmente.

## Formazione
- Elton John: voce, pianoforte, organo Hammond
- Charlie Morgan: batteria, percussioni
- Bob Birch: basso
- Davey Johnstone: chitarra
- John Jorgenson: chitarra
- Guy Babylon: tastiera
- Paul Carrack: organo Hammond
- Matthew Vaughan: tastiera, percussioni
- Paul Clarvis: tabla
- Carol Kenyon, Jackie Rawe: cori